# Edward James Stone
Edward James Stone, FRS, angleški astronom, * 28. februar 1831, Notting Hill, London, Anglija, † 6. maj 1897, Oxford, Anglija.
1. ↑  Biographical Database of Southern African Science — 2002.